# Fills d'un mateix déu
Fills d'un mateix déu (títol original en anglès: Edges of the Lord; en polonès: Boże skrawki) és una pel·lícula estatunidenco-polonesa dirigida per Yurek Bogayevicz estrenada el 2001. Ha estat doblada al català.

## Argument
Un jove jueu és col·locat pels seus pares en una família de pagesos polonesos. Arran de la seva fugida, té el coratge de convertir-se al cristianisme i amaga la veritat a tots els habitants així com als nombrosos nens del poble

## Repartiment
- Haley Joel Osment: Romek, nen jueu amagat
- Willem Dafoe: El capellà del poble
- Olaf Lubaszenko: Gniecio
- La mevałgorzata Foremniak: Manka
- Krystyna Feldman: Wanda
- Borys Szyc: Soldat alemany a bicicleta
- Liam Hess: Tolo
- Andrzej Grabowski: Kluba
- Olga Frycz: Maria
- Krzysztof Pieczyński: L'oficial alemany prop del tren
- Ryszard Ronczewski: Batylin
- Jerzy Gudejko: Hans, soldat alemany amb bicicleta
- Karolina Lutczyn: Amant rossa d'un oficial alemany
- Justyna Sieńczyłło: Dona en bicicleta, que acompanya els 2 soldats alemanys
- Emilian Kamiński: Franz, oficial alemany